# King Arthur II: The Role-Playing Wargame
King Arthur II: The Role-Playing Wargame est un jeu vidéo de rôle, de stratégie au tour par tour et de tactique en temps réel développé par NeocoreGames et édité par Paradox Interactive, sorti en 2011 sur Windows.
Il fait suite à King Arthur: The Role-Playing Wargame.

## Accueil
- Jeuxvideo.com : 13/20[1]